# Bockholm (Torsholma, Brändö, Åland)
Bockholm är en halvö i Brändö kommun på Åland (Finland).
Bockholm ligger på västra sidan av Torsholma (Brändö, Åland). Mellan Bockholm och Torsholma ligger Bockholmsfjärden. Bockholm har Räddarskär och Västra Bergholm i söder, Häröfjärden och Härö i väster och vägbanken mellan Torsholma och färjefästet på Lilla Hummelholm i norr.
Terrängen på Bockholm består av klippor med gräs och ljung samt lövträd som al och rönn i låglänta områden. Bockholm är obebyggd. Närmaste bebyggelse är Torsholma by cirka 1 km åt nordöst och gården Flakholm ungefär lika långt åt sydöst.